# 2016 TR120
2016 TR120 est un objet transneptunien faisant partie des objets épars, encore mal connu, d'environ 157 km de diamètre faisant partie des objets connus les plus lointains dans le système solaire.